# Casalbore
Casalbore es uno de los 119 municipios o comunas ("comune" en italiano) de la provincia de Avellino, en la región de Campania. 

## Población
Con cerca de 2.012 habitantes, según censo de 2006, se extiende por una área de 27,98 km², teniendo una densidad de población de 71,91 hab/km². 

## Ubicación
Hace frontera con los municipios de Buonalbergo, Ginestra degli Schiavoni, Montecalvo Irpino, y San Giorgio La Molara.

## Historia

### Época prerromana
Existen testimonios arqueológicos de asentamientos humanos que datan desde el siglo VII a. C.  hasta finales del siglo IV a. C.

## Demografía
| Gráfica de evolución demográfica de Casalbore entre 1861 y 2001 |
|                                                                 |
| Fuente ISTAT - elaboración gráfica de Wikipedia                 |